# Robert Glover (pirate)
Ne doit pas être confondu avec Robert Glover ou Richard Glover.
Pour les articles homonymes, voir Glover.
Robert Glover (mort en 1697/1698), est un pirate irlandais-américain actif dans la région de la mer Rouge et dans l'océan Indien à la fin des années 1690.

## Biographie
Robert Glover fait aménager le navire Resolution de 200 tonnes, 18 canons et 60 hommes à Rhode Island vers 1693, puis se dirige vers New York pour obtenir une commission de corsaire du gouverneur Benjamin Fletcher (en). Fletcher sera plus tard critiqué pour avoir accordé (et vendu) des commissions à des pirates connus tels que Glover, Thomas Tew ou Joseph Faro.
Le navire Portsmouth Adventure de Joseph Faro a fait naufrage à Mayotte où il est bloqué avec son équipage. Henry Every sauve Faro et certains membres de l'équipage tandis que Dirk Chivers et d'autres restent sur place. En 1695, le Resolution de Glover récupère Chivers et le reste de l'équipage.
Son navire porté à 110 hommes, Glover navigue vers la mer Rouge pour chasser les navires maures. Ayant raté les lucratives flottes indiennes à l'embouchure de la mer Rouge, il se dirige vers la côte ouest de l'Inde et capture un navire Mascate de 12 canons près de Rajapur. Glover se serait alors disputé avec ses officiers et son équipage et, après avoir pris le petit navire, Chivers mène une mutinerie. Glover et 24 partisans sont embarqués sur le navire délabré et essaient de rejoindre la colonie commerciale d'Adam Baldridge, favorable aux pirates, près de l'île Sainte-Marie à Madagascar, où ils restent jusqu'à la fin de 1697 ou au début de 1698.
Chivers sur le Résolution rencontre John Hoar et capture un certain nombre de navires maures, suivant finalement Glover à Madagascar pour réparer son navire. Là, Chivers, capture l'ancien navire de Thomas Tew, l' Amity, alors sous le commandement de Richard Glover, et le pille pour réaménager et réapprovisionner le Résolution. Glover propose de leur pardonner s'ils le restituent à son commandement et retournent aux Amériques ; Chivers et l'équipage acceptet de leur côté le retour de Glover s'ils peuvent rester dans la région de la mer Rouge et poursuivre la piraterie. Glover refuse. Les deux hommes se séparent .
En moins d’un an, les indigènes près du poste de traite de Baldridge se révoltent, envahissant et détruisant la colonie. Un certain nombre de capitaines pirates et leurs équipages sont tués dans les combats, notamment Robert Glover et Joseph Faro. Même si Baldridge affirme que le soulèvement indigène l'a chassé de l'île Sainte-Marie vers juillet 1697, le testament de Glover est daté de septembre 1697, laissant à ses trois fils en Jamaïque et à Antigua « tout mon argent et mon or, cachés et en poussière » ; le testament a été prouvé en 1700.